# Helga Flatland
Helga Flatland (ur. 16 września 1984) – norweska pisarska i autorka książek dla dzieci.
Urodziła się w Notodden w regionie Telemark, dorastała we Flatdal. Ukończyła studia licencjackie z zakresu języków i literatur nordyckich na Uniwersytecie w Oslo, a także trzyletnie studia pisarskie na Westerdals School of Communication w Oslo. Zadebiutowała w 2010 roku powieścią Bli hvis du kan. Reis hvis du må, bardzo dobrze przyjętą przez norweską krytykę.

## Twórczość

### powieści
- Bli hvis du kan. Reis hvis du må, 2010
- Alle vil hjem. Ingen vil tilbake, 2011
- Det finnes ingen helhet, 2013
- Vingebelastning, 2015
- En moderne familie, wyd. pol.: Współczesna rodzina (tłum. Karolina Drozdowska), 2017[2]
- Et liv forbi, 2020[3]
- Etterklang, 2022[4]

### dla dzieci
- Eline får besøk – książka dla dzieci, ilustrowana przez Irene Marienborg (2015)

## Nagrody
- 2010 – Nagroda Tarjeia Vesaasa dla debiutantów za powieść Bli hvis du kan. Reis hvis du må
- 2010 – Stypendium dla debiutantów wydawnictwa Aschehoug za Bli hvis du kan. Reis hvis du må
- 2010 – Ungdommens kritikerpris za Bli hvis du kan. Reis hvis du må
- 2015 – Nagroda Amalie Skram
- 2015 – Mads Wiel Nygaards legat
- 2017 – Nagroda Norweskich Księgarzy za En moderne familie